# Lucas Coutinho Tavares
Lucas Coutinho Tavares (født 10. juli 1992) er en brasiliansk fodboldspiller.
Han har spillet for flere forskellige klubber i sin karriere, herunder SC Sagamihara.